# كشمش منقعي
الكِشْمِش المَنْقَعِيّ نوع نباتي يتبع جنس الكشمش والفصيلة الكشمشية، اسمه العلمي Ribes triste. وهو يكثر في الغابات الصخرية الرطبة وفي المستنقعات وفي الأجراف بأمريكا الشمالية (كندا وشمال الولايات المتحدة) وشرق آسيا (روسيا والصين وكوريا واليابان). ثماره حمراء، بَيْضِيَّة الشكل يبلغ قطرها من 6 إلى 10 مم، حامضة الطعم.